# Eembrugge
Eembrugge je vesnička a bývalé město na řece Eem, východně od Baarnu v Nizozemsku. V letech 1336 až 1340 získalo městská práva, ale v roce 1527 bylo zničeno. Eembrugge je částečně v obci Eemnes, částečně v Baarnu.

## Dějiny
První osídlení zde vzniklo už v roce 1200, kdy zde vznikla vesnice Ter Eem, patřící církvi. V roce 1300 získala vesnice městská práva, od roku 1347 zde byl i hrad Ter Eem. Ten byl zbořen na konci 17. století, a krátce poté se název osady změnil na Eembrugge. 
Jméno Eembrugge odkazuje na most přes řeku Eem, který vede z Baarnu do Bunschotenu. Severněji položený dřevěný dvojitý padací most z roku 1900 byl kolem roku 1962 zbourán a nahrazen novým mostem umístěným jižněji. Funkce vesnice jako strážce a správce mostu zanikla začátkem 21. století a provoz mostu je již řízen na dálku.
Jako zajímavost lze uvést, že vesnice je součástí historického panství Nizozemského panovníka – jedním z mnoha šlechtických titulů krále Viléma-Alexandra je i pán ze Soestu, Baarnu a Ter Eemu.

## Galerie

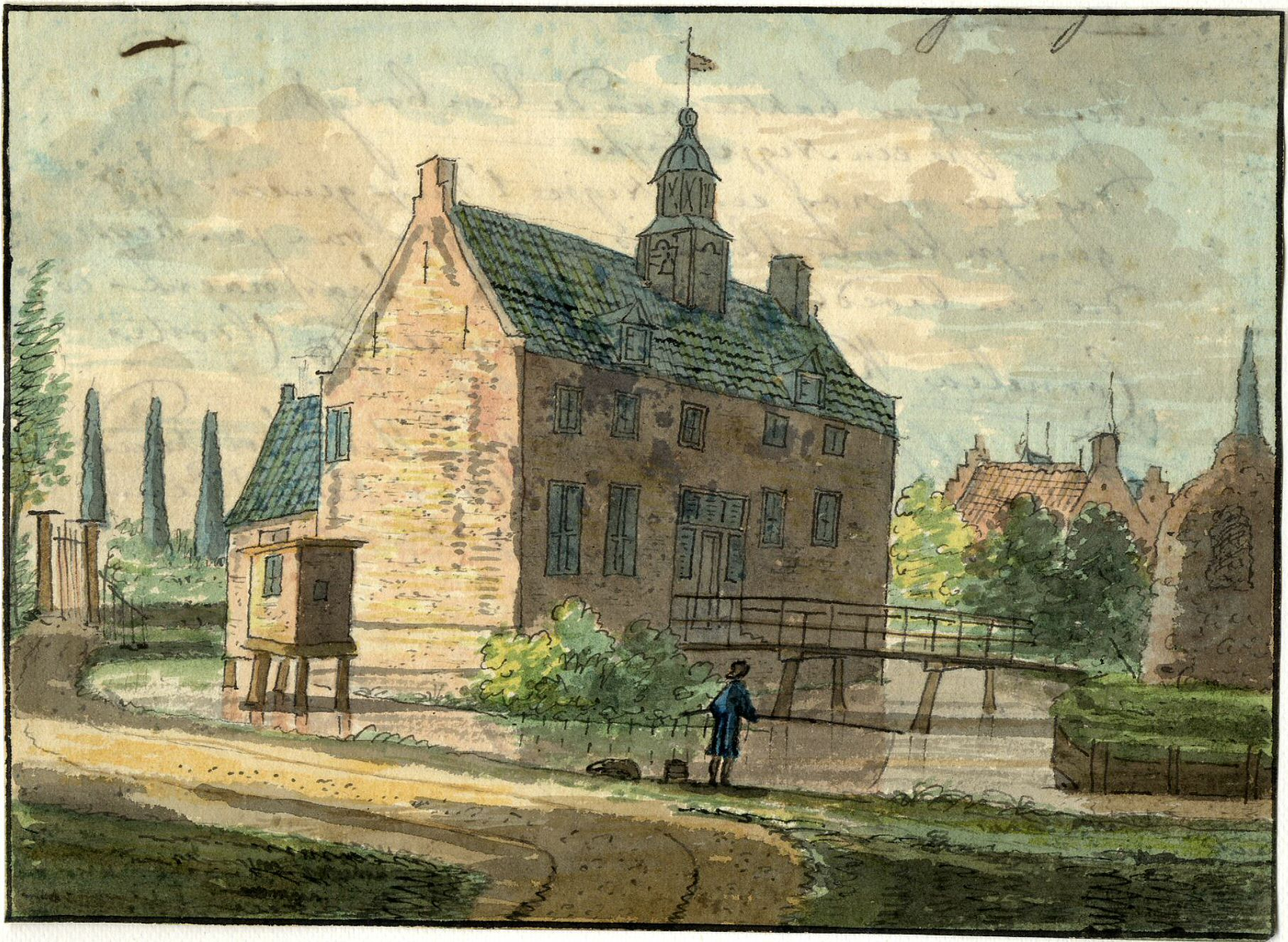
Zámek Wakestyn (1700–⁠⁠⁠⁠⁠1740)
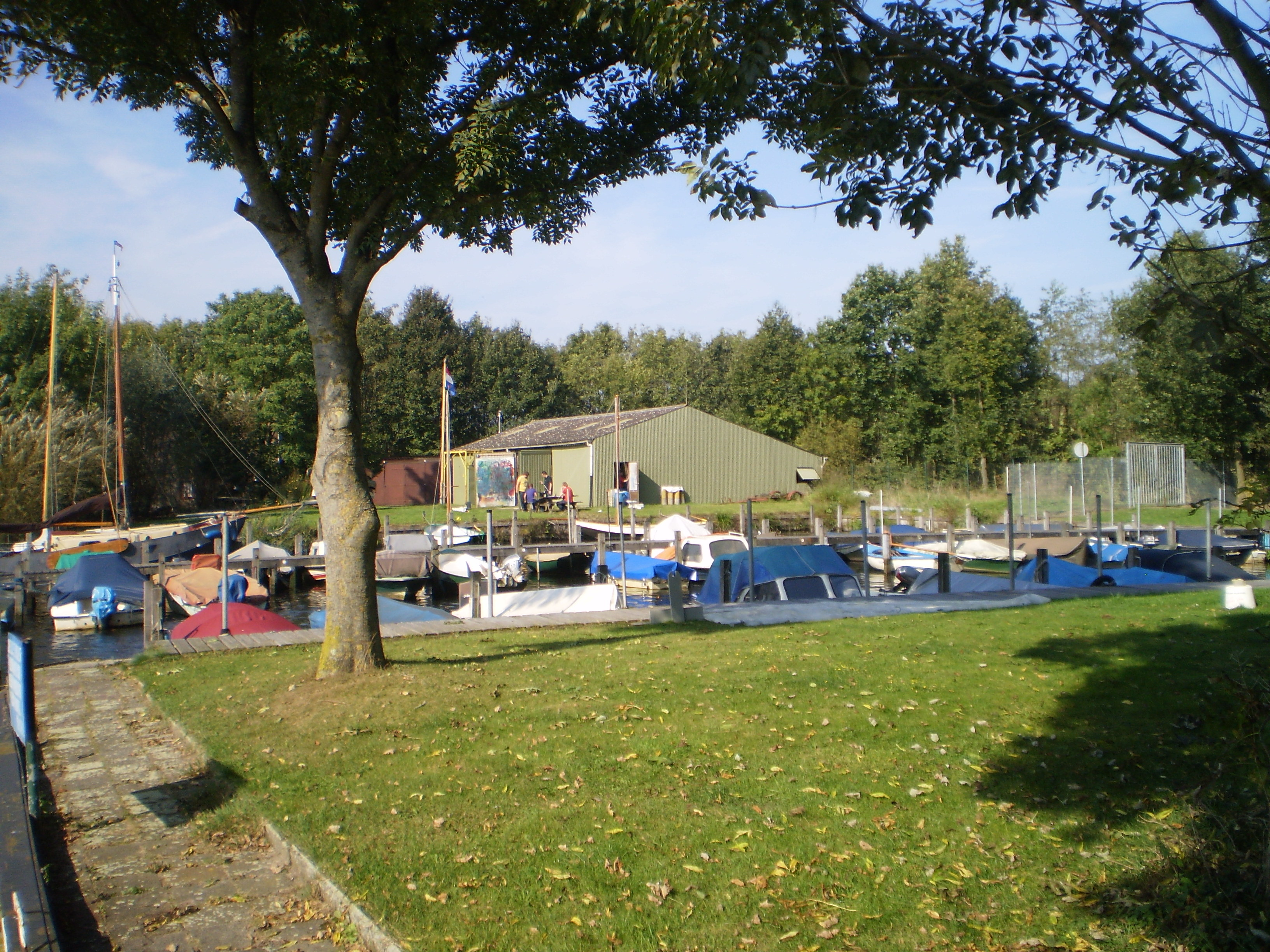
Přístav